# Bulstrode
Bulstrode is een Engels landhuis en een groot park ten westen van Gerrards Cross, Beaconsfield, in Buckinghamshire, Engeland, vernoemd naar de oorspronkelijke familie die er woonde. Het huis werd grondig verbouwd door de beruchte rechter van Jacobus II, Jeffreys, tussen 1676 en 1689. Daarna werd het overgenomen door de Engels-Staatse Hans Willem Bentinck, 1e graaf van Portland, die uitgebreide tuinen in Hollandse stijl aanlegde. Bentinck woonde er tot zijn dood in 1709. Het huis bleef in bezit van de hertogen van Portland tot 1809. In 1862 werd het huis geheel verbouwd door de hertog van Somerset. Tegenwoordig is het fraaie park te bezichtigen voor het publiek.

## Afbeeldingen

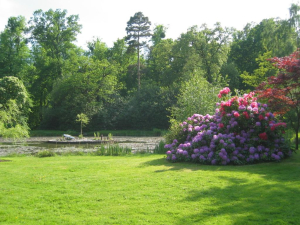
Park
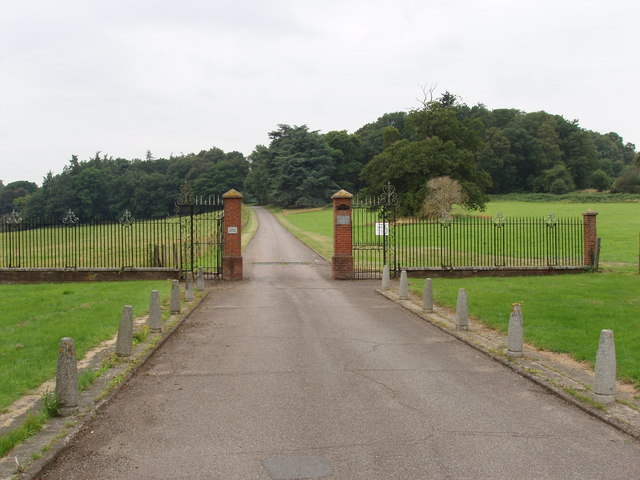
Hek
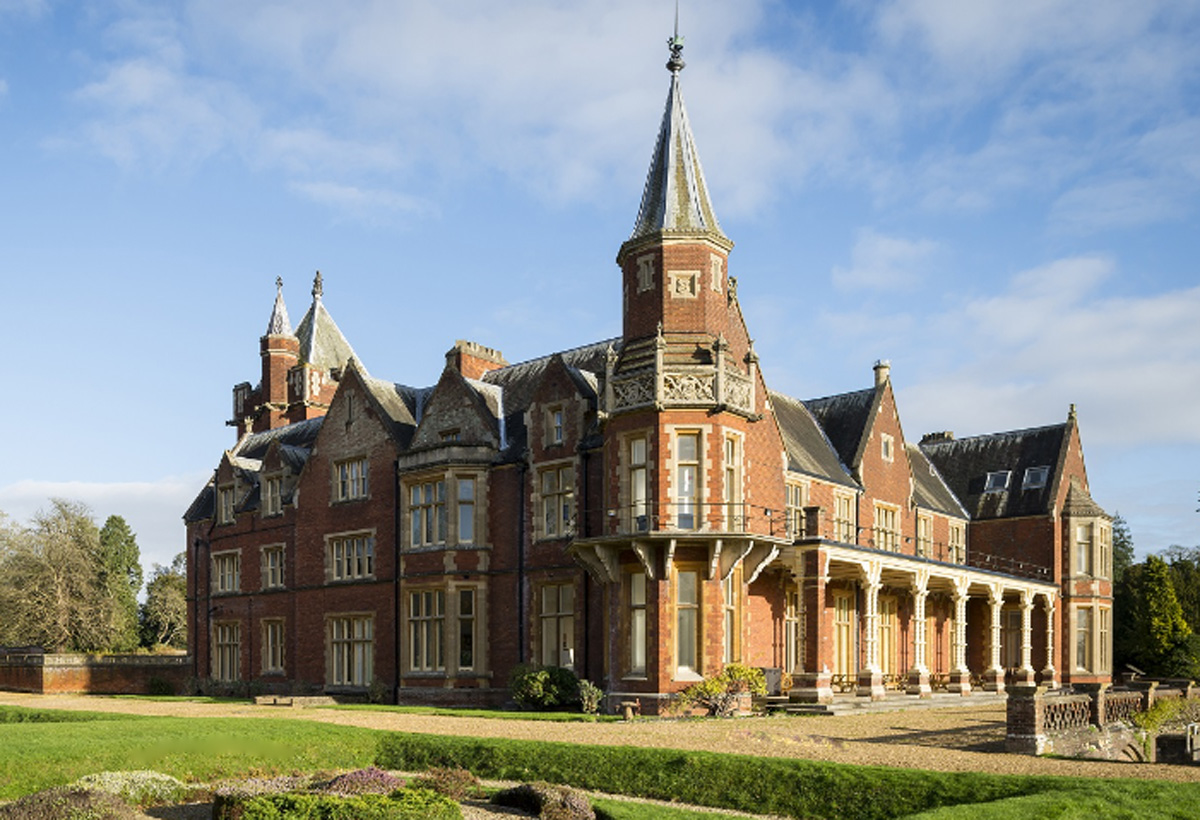
Landhuis